# Zeca (football, 1943)
Pour les articles homonymes, voir Zeca.
José Fernandes André Cavaco Miglietti, plus connu sous le nom de Zeca, est un footballeur portugais né le 11 août 1943 à Lourenço-Marques et mort le 24 décembre 2006. Il évoluait aux postes de défenseur gauche et central.

## Biographie
Il joue principalement pour Benfica, y remportant trois titres de champion du Portugal et trois coupes.
Il est le grand frère d'Abel Miglietti, footballeur international portugais.

## Carrière
- 1966-1972 :  Benfica Lisbonne
- 1972-1973 :  Atlético CP
- 1973-1974 :  Oriental Lisbonne
- 1974-1976 :  União de Tomar
- 1976-1978 :  Vila Real
- 1978-1980 :  GD Bragança[1],[2]

## Palmarès

### En club
Avec le Benfica Lisbonne :
- Champion du Portugal en 1969, 1971 et 1972
- Vainqueur de la Coupe du Portugal en 1969, 1970 et 1972